# Justicia rhodoptera
Justicia rhodoptera är en akantusväxtart som beskrevs av John Gilbert Baker. Justicia rhodoptera ingår i släktet Justicia och familjen akantusväxter. Inga underarter finns listade i Catalogue of Life.